# Aeropuerto Internacional Bender Qassim
El Aeropuerto Internacional Bender Qassim (IATA: BSA, OACI: HCMF), también conocido como Aeropuerto de Bossaso o Aeropuerto de Bosasso, es el segundo mayor aeropuerto de Somalia. Se encuentra a las afueras de la ciudad de Boosaaso en Longitud 49° 9' 0" E Latitud 11° 16' 32" N. El aeropuerto se encuentra inmerso en una gran construcción de una nueva terminal y una pista. Actualmente tiene una antigua terminal, una pista corta, y ninguna plaza de estacionamiento de aeronaves.

## Aerolíneas y destinos
| Aerolíneas              | Destinos                             |
| ----------------------- | ------------------------------------ |
| African Express Airways | Galkacyo, Riad, Mogadiscio (vía GLK) |
| Daallo Airlines         | Burao, Yibuti                        |
| Jubba Airways           | Mogadiscio                           |

## Construcción
El 22 de noviembre de 2007, los líderes del gobierno de Puntland así como CORMIO Engineering Company, pusieron la primera piedra, junto al presidente de Somalia, de la nueva pista y los trabajos de construcción comenzaron oficialmente.